# Othos dentex

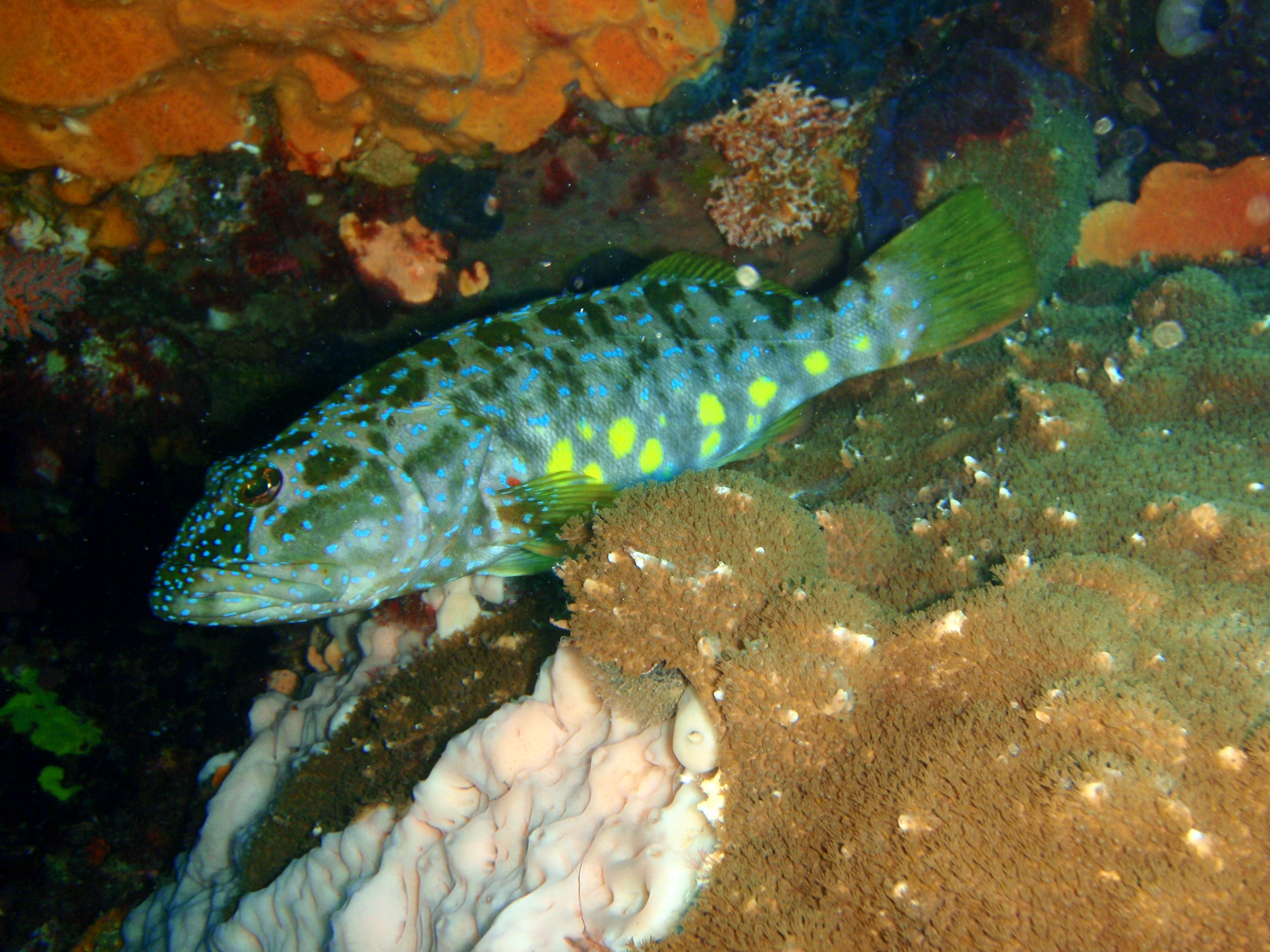
Exemplar mit grünlicher Grundfarbe

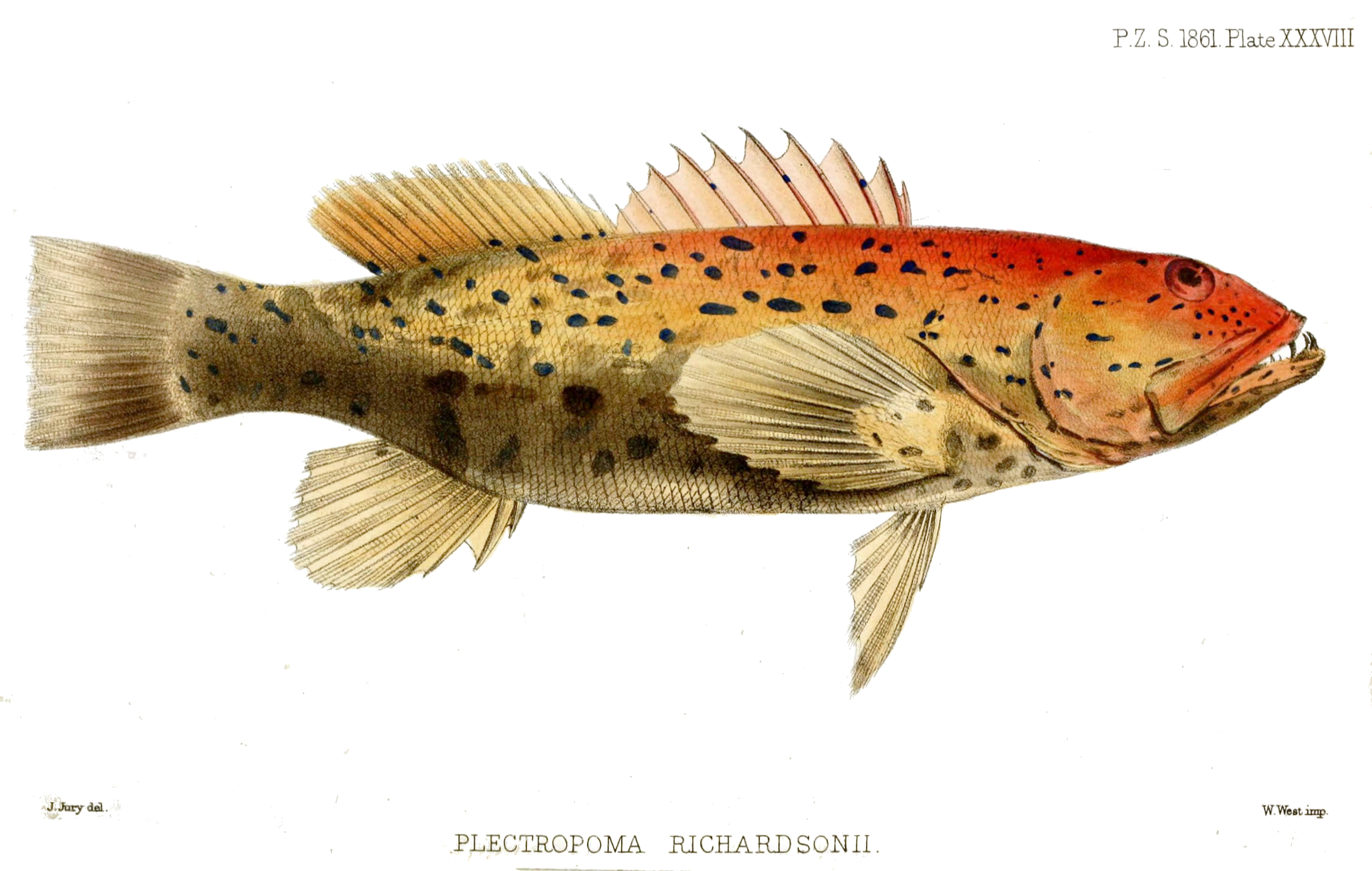
Zeichnung von Othos dentex

Othos dentex ist eine Meeresfischart aus der Familie der Fahnenbarsche (Anthiadidae), die an der Süd- und Südwestküste Australiens vorkommt.

## Merkmale
Othos dentex hat einen langgestreckten Körper und erreicht eine Maximallänge von 75 cm, wobei die Weibchen etwas größer werden als die Männchen. Der Kopf ist relativ groß, die Augen sitzen weit oben am Kopf. Das große Maul reicht bis hinter die Augen. Es ist vorne mit großen Fangzähnen besetzt, die auch bei geschlossenem Maul noch sichtbar sind. Auf dem Kiemendeckel befinden sich drei Stacheln.
- Flossenformel: Dorsale X/8; Anale III/8; Caudale 17; Pectorale 15; Ventrale I/5.
- Schuppenformel: SL 81-87

In ihrer Färbung ist die Art sehr variabel. Die Grundfärbung von Rücken und Körperseiten kann orange, pink, grün, braun oder rot sein, der Bauch ist grau. Rücken und der obere Abschnitt der Körperseiten sind mit blauen Flecken und Punkten gemustert; auf dem Bauch und dem unteren Körperseitenabschnitt sind die Flecken bei Weibchen und Jungfischen gelb. Bei geschlechtsreifen Männchen sind die Bauchflecken zunächst grün um später blau zu werden. Das Blau wir zur Laichzeit intensiver. Ein großer roter Fleck befindet sich an der Basis der Brustflossen.

## Lebensweise
Othos dentex lebt als Lauerjäger in Felsriffen bis in Tiefen von 30 Metern und ernährt sich vor allem von kleinen Fischen. Im Unterschied zu den meisten anderen Sägebarschen ist Othos dentex kein Hermaphrodit, sondern die Gonaden der Fische enthalten entweder nur Eierstockgewebe oder Hodengewebe. Die Fische laichen im Südsommer von September bis März. Othos dentex ist langlebig, Weibchen können über 40 Jahre alt werden. Geschlechtsreif werden die Fische mit einem Alter von 4 bis 10 Jahren.

## Systematik
Die Barschart wurde im Jahr 1828 durch den französischen Naturforscher Georges Cuvier unter der Bezeichnung Plectropoma dentex erstmals wissenschaftlich beschrieben. 1875 beschrieb Castelnau die gleiche Art als Othos cephalotes. Heute ist Othos dentex der gültige Name der Art und die monotypische Gattung Othos wird in der Familie der Fahnenbarsche gestellt, während Plectropomus zu den Zackenbarschen (Epinephelidae) gehört.

## Belege
1. 1 2 3  Othos dentex auf Fishbase.org (englisch)
2. 1 2 3  Dianne J. Bray, 2020: Harlequin Fish, Othos dentex (Cuvier 1828) in Fishes of Australia
3. ↑  B. French, I. C. Potter, S. A. Hesp, P. G. Coulson, N. G. Hall: Biology of the harlequin fish Othos dentex (Serranidae), with particular emphasis on sexual pattern and other reproductive characteristics. Journal Fish Biol. 2014 Jan;84(1):106-32. DOI: 10.1111/jfb.12258
4. ↑  Othos im Catalog of Fishes (englisch)
5. ↑  Othos dentex im Catalog of Fishes (englisch)